# 加藤進昌
加藤 進昌（かとう のぶまさ、1947年 - ）は、日本の医学者。東京大学名誉教授。発達障害、アスペルガー症候群、高機能自閉症専攻。近年は大人のアスペルガー症候群についての著書が多い。
昭和大学発達障害医療研究所の所長を務めている。

## 略歴
1947年、愛知県稲沢市生まれ。東海中学校・高等学校卒業。東京大学医学部卒業。滋賀医科大学、東京大学、昭和大学で教授を歴任。元東京大学医学部附属病院長、昭和大学附属烏山病院長。院長退職の後、同病院研究所所長、晴和病院理事長となった。

## TV出演
- きょうの健康（NHK Eテレ、2021年6月）

## 雑誌記事
- 「その行動も?　身近な発達障害　大人は生活の工夫で改善」『きょうの健康』2021年6月号、NHK出版。
- 「その行動も?　身近な発達障害　女性・高齢者は見落とされやすい?」『きょうの健康』2021年6月号、NHK出版。